# Pluto (Kryptoprozessor)
Der Kryptoprozessor Pluto ist das Entwicklungsergebnis eines mehrjährigen Projektes zwischen dem Bundesamt für Sicherheit in der Informationstechnik (BSI) und Infineon. Es handelt sich dabei um einen Kryptoprozessor, eine speziell ausgelegte Form von Mikroprozessor, der die Grundfunktionen für die sichere Datenkommunikation wie die Kryptografie, die Authentisierung und die Verwaltung von Kryptologie-Schlüsseln in sich vereinigt. Er wurde im Jahr 2001 vorgestellt und enthält unter anderem den Verschlüsselungsalgorithmus Libelle.
Er ist das Herzstück aller informationssichernden Systeme ab Sicherheitsstufe GEHEIM des BSI und dient der Datenkommunikation im behördlichen Bereich.
Ein Einsatz für nicht behördliche Aufgaben für geheimschutzbetreute Industrie ist in Abstimmung mit dem BSI möglich.